# Bill Smith (giocatore di poker)
Bill Smith (Roswell, 14 marzo 1934 – Las Vegas, 28 febbraio 1996) è stato un giocatore di poker statunitense, campione del mondo nel 1985.
Protagonista delle World Series of Poker durante gli anni ottanta, riuscì a vincere il Main Event del 1985, battendo T. J. Cloutier in heads-up. I suoi guadagni totali alle WSOP ammontano a 788.800 dollari.
Già nel 1981 era riuscito ad arrivare al tavolo finale del Main Event, chiudendo al 5º posto. Stesso risultato ottenne nel 1986, anno della vittoria di Berry Johnston.